# Godflesh
Godflesh – brytyjski zespół muzyczny zaliczany do nurtu industrial metal. Zespół powstał w Birmingham w 1988 r., założony przez Justina K. Broadricka i Bena Greena.
Zespół rozpadł się pod koniec 2002 roku - bezpośrednią przyczyną było odejście współzałożyciela, Greena i załamanie nerwowe Broadricka. 
W 2009 roku Justin Broadrick i Ben Green ogłosili niespodziewanie reaktywację Godflesh. Zespół zagrał m.in. koncert na festiwalu Hellfest Summer Open Air we Francji.  Zapowiadany jest nowy album, jednakże nie wcześniej niż po 2012 roku.
W 2012 roku Godflesh wystąpił na Maryland Deathfest
.

## Muzycy
Obecny skład zespołu
- Justin Broadrick - gitara, śpiew (1988-2002, od 2009)
- G.C. Green - gitara basowa (1988-2001, od 2009)

Byli członkowie zespołu
- Paul Neville - gitara (1989-1991)
- Robert Hampson - gitara (1991-1992)
- Bryan Mantia - perkusja (1995-1996)
- Ted Parsons - perkusja (1996-2002)
- Steve Hough - gitara (1999)
- Diarmuid Dalton - sample, instrumenty klawiszowe (1999)
- Paul Raven - gitara basowa (2001[4]-2002)

## Dyskografia
- Godflesh (1988, EP)
- Streetcleaner (1989)
- Grind Crusher (1989, kompilacja Earache Records, utwórStreetcleaner)
- Slavestate (1991, EP)
- Cold World (1991, EP)
- Pure (1992)
- Merciless (1994, EP)
- Selfless (1994)
- Crush My Soul (1995, SP)
- Songs of Love and Hate (1996)
- Love and Hate in Dub (1997, remiks album)
- Us and Them (1999)
- Messiah (2000, reedycja 2003, EP)
- In All Languages (2001)
- Hymns (2001)
- Decline & Fall (2014, EP)
- A World Lit Only by Fire (2014)
- Post Self  (2017)